# Baloldali Párt (Franciaország)
A Baloldali Párt (Parti de Gauche, PG) demokratikus szocialista politikai párt Franciaországban.

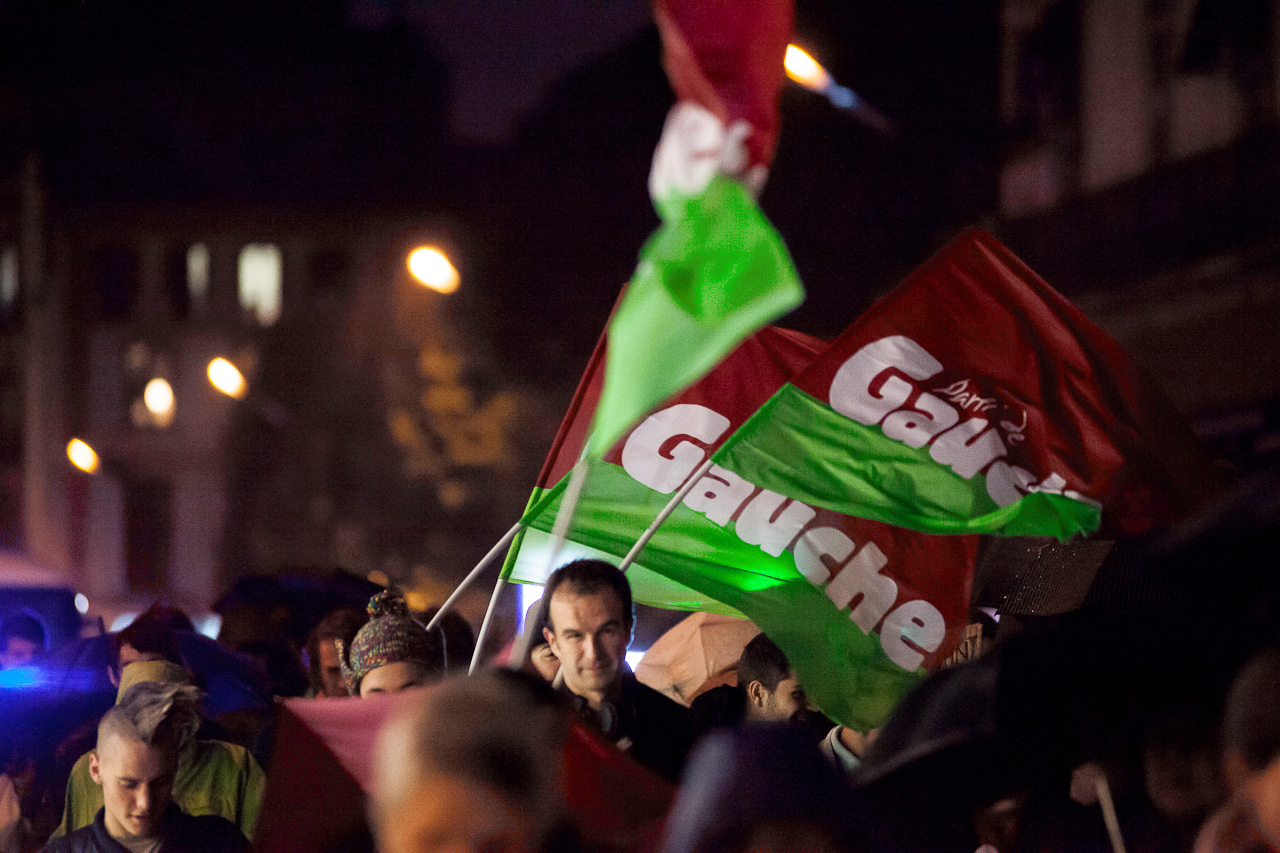
Tüntetés külföldi diákok kiutasítása ellen Toulouse-ban, 2013. november 5-én.

Miután a korábbi szocialista párti szenátor Jean-Luc Mélenchon, Marc Dolez és mások elhagyták a szocialistákat, együtt a MARS mozgalommal (Mouvement pour une Alternative Républicaine et Sociale, vagyis Mozgalom egy Köztársasági és Szociális Alternatíváért), 2008. november végén új pártot alapítottak, de a hivatalos alapításra azonban 2009. február 1-jén került sor.
A disszidensek öt nappal korábban hagyták el a Szocialista Pártot, tiltakozásul az ellen, hogy a párt reimsi kongresszusán az általuk támogatott javaslatok csak a szavazatok 19 százalékát kapták.
A Szocialista Párt balszárnyából később is voltak csatlakozók, jöttek olyanok is, akik korábban nem voltak párt tagjai, illetve Martine Billard nyomában a Zöldektől is jöttek át a Baloldali Pártba. 
A párt 2013 novemberében csatlakozott az Izrael elleni nemzetközi Boycott, Divestment and Sanctions (BDS) kampányhoz.
2014-ben a társalapítók és társelnökök, Mélenchon és Billard távoztak a posztjukról. 2015-ös kongresszusa óta a pártot koordinátorai és szóvivői, Eric Coquerel és Danielle Simonnet vezetik.

## Megválasztott baloldali pártiak
- Jean-Luc Mélenchon, európai parlamenti képviselő

Országosan a párthoz kezdetben mintegy 90 megválasztott helyi önkormányzati képviselő csatlakozott, köztük ketten a párizsi tanácsban. Ez a szám azóta csökkent.
A párt még sohasem indult választáson önállóan, támogatottságát ezért nehéz felmérni.

## Fordítás
- Ez a szócikk részben vagy egészben  a   Left Party (France) című angol Wikipédia-szócikk ezen változatának fordításán alapul.  Az eredeti cikk szerkesztőit annak laptörténete sorolja fel. Ez a jelzés csupán a megfogalmazás eredetét és a szerzői jogokat jelzi, nem szolgál a cikkben szereplő információk forrásmegjelöléseként.